# John Rae (explorateur)
Pour les articles homonymes, voir John Rae.
John Rae (30 septembre 1813 – 22 juillet 1893) est un explorateur écossais de l'Arctique canadien.

## Biographie
Rae naît au Hall of Clestrain dans la paroisse d'Orphir dans les Orcades. Après avoir étudié la médecine à Édimbourg, il entre dans la Compagnie de la Baie d'Hudson en tant que médecin. Il accepte d'être envoyé à Moose Factory (Ontario) et y reste dix ans.
En 1846, il fait sa première expédition, et en 1848 il rejoint John Richardson dans sa recherche du passage du Nord-Ouest. En 1853 il explore avec d'autres personnes l'île du Roi-Guillaume et noue des contacts avec les Inuits de la région ; de ceux-ci il apprend le destin de l'expédition disparue de John Franklin. La révélation de preuves de possible cannibalisme parmi les membres de l'expédition Franklin, choque l'opinion victorienne et mène à l'ostracisme de Rae par les membres de l'establishment britannique. Il meurt ainsi dans l'indifférence, quarante ans plus tard.
En 1860, il travaille sur la ligne télégraphique entre l'Europe et l'Amérique, visitant l'Islande et le Groenland. En 1864 il fait un autre chantier télégraphique dans l'ouest du Canada.

Il mourut à Kensington en Londres en 1893 et gît maintenant au cimetière de la cathédrale Saint-Magnus de Kirkwall, où se trouve un mémorial en son honneur. Une blue plaque se trouve à l'endroit où il décéda. 

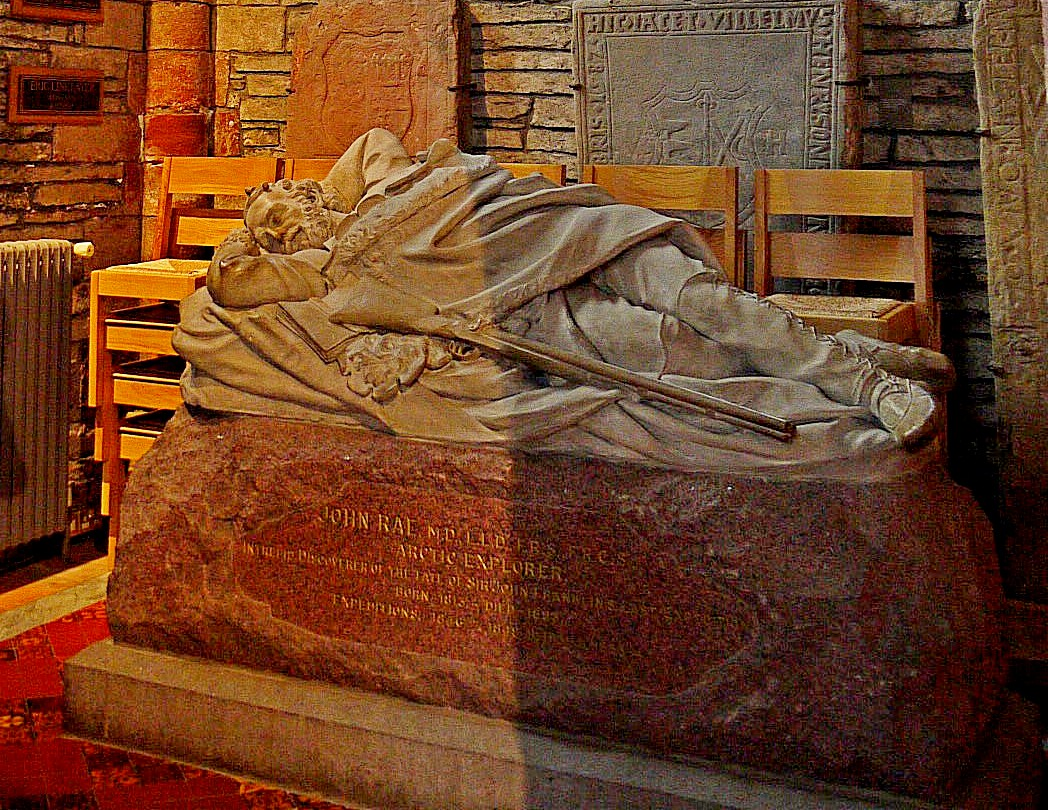
Tombeau de John Rae à l'intérieur de la cathédrale Saint-Magnus de Kirkwall.

Le détroit de Rae, situé entre l'île du Roi-Guillaume et la péninsule de Boothia, et l'isthme de Rae sont tous les deux nommés en son honneur. Ils se situent au Nunavut. Le village de Rae-Edzo (aujourd'hui Behchokǫ̀), dans les Territoires du Nord-Ouest, avait également été nommé en son honneur.